# Macrophya albipuncta
Macrophya albipuncta är en stekelart som först beskrevs av Carl Fredrik Fallén 1808.  Macrophya albipuncta ingår i släktet Macrophya, och familjen bladsteklar. Arten är reproducerande i Sverige.